# Bräkenskinn
Bräkenskinn (Athelopsis lembospora) är en svampart som först beskrevs av Hubert Bourdot, och fick sitt nu gällande namn av Franz Oberwinkler 1972. Bräkenskinn ingår i släktet Athelopsis och familjen Atheliaceae.  Arten är reproducerande i Sverige. Inga underarter finns listade i Catalogue of Life.